# Większość bezwzględna
Większość bezwzględna (większość absolutna) – większość osiągnięta, gdy podczas głosowania liczba głosów za wnioskiem jest większa od sumy głosów przeciw i wstrzymujących się (aby wniosek został przyjęty, liczba osób popierających go musi stanowić więcej niż 50% wszystkich głosów). Większość bezwzględna jest wymagana np. w Sejmie do odrzucenia poprawki Senatu, uchwalenia wotum zaufania w pierwszej procedurze powoływania rządu, ogłoszenia referendum ogólnokrajowego czy uchwalenia tajności obrad.
Większość absolutna stosowana jest przeważnie w wyborach jednoosobowych organów władzy publicznej (np. prezydenta państwa, wójta, burmistrza) i referendach. Jeżeli nie zostanie osiągnięta, kontynuuje się procedurę wyborczą. Przykładowo, jeżeli żaden z kandydatów na Prezydenta RP nie zdobędzie w pierwszej turze ponad połowy głosów, zarządza się powtórne głosowanie. Biorą w nim udział dwaj kandydaci, którzy osiągnęli najwyższy wynik.
Większość bezwzględna jest najczęściej stosowanym kryterium podejmowania decyzji także w innych ciałach zbiorowych (spółkach, spółdzielniach, zgromadzeniach, komisjach, stowarzyszeniach, radach itp.), w których funkcjonuje zasada zbiorowego podejmowania decyzji, np. w systemach demokratycznych.
Przedstawiana niekiedy definicja większości bezwzględnej jako „co najmniej 50% plus jeden głos” jest błędna w przypadku nieparzystej liczby głosujących (większość bezwzględna wynosi wtedy bowiem 50% plus ułamek jednego głosu), np. większość bezwzględna z 11 głosujących wynosi 6 osób (bo połowa liczby 11 to 5,5).

## Obliczanie
{\displaystyle a_{z}>a_{p}+a_{w},}
gdzie:
{\displaystyle a_{z}} – liczba głosów za,
{\displaystyle a_{p}} – liczba głosów przeciw,
{\displaystyle a_{w}} – liczba głosów wstrzymujących się.